# Стадион Ел Тумама
Стадион Ел Тумама (арап. ملعب الثمامة Malʿab ath-Thumāma) јесте фудбалски стадион у Ел Тумами у Катару. На овом стадиону се играју утакмице на Светском првенство у фудбалу 2022.

## Изградња
Стадион јесте један од осам стадиона, који су изграђени за Светско првенство у фудбалу у Катару 2022. Налази се у близини међународног аеродрома Доха-Хамад. Заједничко предузеће Al Jaber Engineering из Катара и Tekfen Construction из Турске значајно је укључено у грађевинске радове. Архитектонски дизајн је израдио главни архитекта арапског инжењерског бироа Ибрахим Јаидах. Инспирацију је имао из традиционалног шешира такија, традиционалне капе коју носе мушкарци и дечаци широм Блиског истока. Јавни парк од 50.000 m² ће окруживати стадион. Стадион има капацитет од 40.000 места. После Светског првенства, половина седишта са стадиона биће уклоњена и поклоњена другим земљама. Отворен је 22. октобра 2021.
Изградњу стадиона Ал Тумама, заједно са другим стадионима изграђеним у ишчекивању ФИФА Светског првенства 2022, осудиле су бројне организације за људска права, укључујући Амнести интернешенел. У октобру 2019, катарска влада је најавила реформе које су успоставиле недискриминаторну минималну плату за све раднике мигранте у земљи и омогућиле им да промене или напусте посао без сагласности послодавца. Међутим, други елементи система који послодавцима могу оставити одређену контролу над својим радницима изгледа да ће остати. ФИФА као управно тело Светског првенства 2022. преузела је одговорност за питања права радника земље домаћина и након што је замољена да коментарише.

## Историја
Отварање стадиона је одржано  22. октобра 2021. године, поводом финала Емир купа.
У мају 2018. стадион је добио MIPIM/Architectural Review Future Project Award у категорији Спорт и стадиони.
Стадион је био домаћин шест утакмица током турнира ФИФА Арапског купа 2021, укључујући полуфинални меч између домаћина Катара и Алжира.

## Резултати на недавним турнирима

### Арапски куп 2021.
| Датум             | Време (UTC+3) | Тим #1  | Резултат | Тим #2            | Фаза         |
| ----------------- | ------------- | ------- | -------- | ----------------- | ------------ |
| 1. децембар 2021  | 16.00         | Египат  | 1 : 0    | Либан             | Група Д      |
| 3. децембар 2021  | 13.00         | Бахреин | 0 : 0    | Ирак              | Група А      |
| 6. децембар 2021  | 18.00         | Тунис   | 1 : 0    | УАЕ               | Група Б      |
| 7. децембар 2021  | 18.00         | Мароко  | 1 : 0    | Саудијска Арабија | Група Ц      |
| 11. децембар 2021 | 22.00         | Мароко  | 3 : 5    | / Алжир           | Четвртфинала |
| 15. децембар 2021 | 22.00         | Катар   | 0 : 1    | Алжир             | Полуфинале   |

### Светско првенство у фудбалу 2022.
Стадион Ел Тумама је домаћин осам утакмица током Светског првенства у фудбалу 2022.
| Датум             | Време (UTC+3) | Тим бр. 1 | Резултат | Тим бр. 2        | Фаза          | Број посетилаца |
| ----------------- | ------------- | --------- | -------- | ---------------- | ------------- | --------------- |
| 21. новембар 2022 | 19.00         | Сенегал   | 0–2      | Холандија        | Група А       | 41.721          |
| 23. новембар 2022 | 19.00         | Шпанија   | 7–0      | Костарика        | Група Е       | 40.013          |
| 25. новембар 2022 | 16.00         | Катар     | 1–3      | Сенегал          | Група А       | 41.797          |
| 27. новембар 2022 | 16.00         | Белгија   | 0–2      | Мароко           | Група Ф       | 43.738          |
| 29. новембар 2022 | 22.00         | Иран      | 0–1      | Сједињене Државе | Група Б       | 42.127          |
| 1. децембар 2022  | 18.00         | Канада    | 1–2      | Мароко           | Група Ф       | 43.102          |
| 4. децембар 2022  | 18.00         | Француска | 3–1      | Аустралија       | Осмина финала | 40.989          |
| 10. децембар 2022 | 18.00         | Мароко    | 1–0      | Португалија      | Четвртфинале  | 44.198          |